# 에르뱅 은가페트
에르뱅 은가페트(프랑스어: Earvin N'Gapeth, 1991년 2월 12일~)는 프랑스의 배구 선수로 포지션은 아웃사이드 히터이다. 현재 이탈리아 리그의 모데나 볼리와 프랑스 대표팀의 일원으로 활동하고 있다. 2020년 하계 올림픽에서 프랑스 대표 선수로서 금메달을 획득했다.